# Claudi Fernàndez i Castanyer
Claudi Fernàndez i Castanyer va ser un autor dramàtic català. Conjuntament amb el seu germà Joan va ser empresari del Teatre Romea en la primera meitat dels anys 50 del segle xx.
En l'any 1929 els germans Àngel, Joan i Claudi Fernàdez fundaren l'"Associació de Teatre Selecte", que seria una de les entitats que originarien la "Federació Catalana de Societats de Teatre Íntim [=Amateur]" en el període anterior a la Guerra civil espanyola. L'any 1935, Claudi Fernàndez era secretari de les dues entitats, i en aquesta qualitat va rebre el cinc de febrer un homenatge de la professió teatral barcelonina. Posteriorment esdevindria delegat de la Generalitat de Catalunya en la Federació.
En els primers anys 50, van esdevenir empresaris del teatre Romea de Barcelona (del 1949 al 1954); van intentar de crear-hi una certa estructura: juntament amb actors com Pau Garsaball, Paquita Ferràndiz, Ramon Duran i Emília Baró van constituir una companyia més o menys estable, però sense director fix. El nounat grup recuperà el teatre infantil a les tardes i als diumenges, i dedicà les matinals del Romea a la recerca de nous autors. També portà a terme cicles retrospectius de teatre. Malauradament, la situació artística i ciutadana de l'època anà degradant el plantejament, que s'aturà definitivament entre el 1952 i el 1953.
A banda de la seva gestió en el Romea, els germans Fernàndez Castanyer també promogueren el 1952 unes sessions de Teatre Íntim al "Club Diagonal", on un dissabte al mes es representaren obres selectes, estrenes o reposicions, com El comte Arnau de Miquel Arimany, Solitud, adaptació d'Esteve Albert de l'obra de Víctor Català, i El misantrop de Molière, en l'adaptació catalana de Joan Oliver.

## Obres
- Així si que vull viure! Comèdia en tres actes Barcelona, 1938 (manuscrit conservat a la Biblioteca de Catalunya)
- Ninets (Titus i Mariona). Estrenada al teatre Romea de Barcelona, el 15 de febrer de 1947.
- Hem perdut la nena!. Estrenada al teatre Romea de Barcelona, l'1 de juliol de 1948.
- Lali. Estrenada al teatre Romea de Barcelona, el 12 de novembre de 1949.
- Negre i blau. Estrenada al teatre Romea de Barcelona, el 5 de març de 1950.ninets titus i mariona va ser estrenada per les nenes maria angels buxados que feia de mariona, marina arroniz, com a nurieta i elena maires... El nen, en titus, era interpretat per un noi de vint anys, però que semblava talment un nen. Molts bon Rtistes feien d'adult
- L'escala de casa. Estrenada al teatre Romea de Barcelona, el 23 de maig de 1950.